# Ilse Dörffeldt
Ilse Dörffeldt (ur. 23 marca 1912 w Berlinie, zm. 14 września 1992 w Berlinie–Hellersdorfie) – niemiecka lekkoatletka, sprinterka, olimpijka, była rekordzistka świata.

## Życiorys
Wystąpiła w sztafecie 4 × 100 metrów na igrzyskach olimpijskich w 1936 w Berlinie. Sztafeta niemiecka, która biegła w składzie: Emmy Albus, Käthe Krauß, Marie Dollinger i Dörffeldt ustanowiła w eliminacjach rekord świata czasem 46,4 s. W biegu finałowym wyraźnie prowadząc, zgubiła pałeczkę na ostatniej zmianie (między Dollinger a Dörffeldt) i nie ukończyła biegu.
Oprócz rekordu świata w sztafecie 4 × 100 metrów Dörffeldt ustanowiła również rekord świata w sztafecie 4 × 200 metrów czasem 1:45,3  uzyskanym 19 czerwca 1938 w Chociebużu, w składzie: Albus, Dörffeldt, Dora Voigt i Anneliese Müller. Jeszcze lepszy wynik w tej konkurencji – 1:44,6 – uzyskała sztafeta z Dörffeldt w składzie 9 czerwca 1940 w Berline, ale z uwagi na okres wojny nie został on oficjalnie uznany.
Dörffeldt była mistrzynią Niemiec w sztafecie 4 × 100 metrów w 1934, 1937 i 1938, wicemistrzynią w biegu na 100 metrów w 1937 oraz brązową medalistką na tym dystansie w 1933 i 1934, brązową medalistką w biegu na 200 metrów w latach 1932–1934 oraz wicemistrzynią w biegu na 800 metrów w 1932.
Rekordy życiowe Dörffeldt:
- bieg na 100 metrów – 12,1 s (25 czerwca 1933 w Lipsku)
- bieg na 200 metrów – 25,1 s (28 lipca 1934 w Norymberdze)
- bieg na 800 metrów – 2:21,2 (3 lipca 1932 w Berlinie)

Po wojnie była nauczycielką języka niemieckiego, historii i wychowania fizycznego w Banzendorf, a potem w Berlinie (wschodnim). Jest pochowana w Banzendorf.

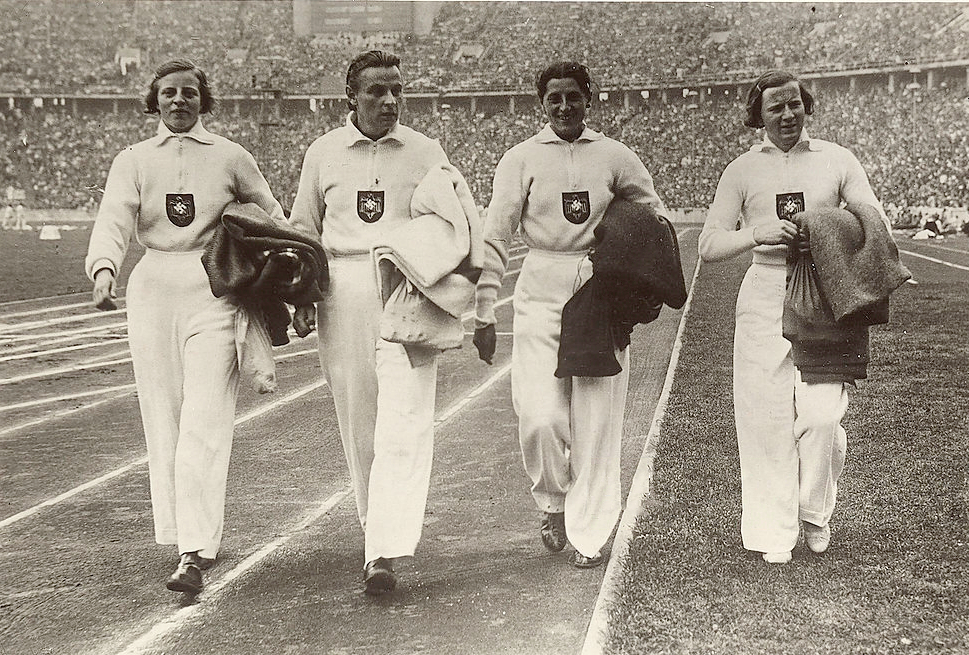
Niemiecka sztafeta na igrzyskach olimpijskich w 1936. Od lewej: Albus, Krauß, Dollinger, Dörffeldt